# Monique Bartels
Monique Bartels is een Nederlandse celliste en cellopedagoog. 
Ze was als hoofdvakdocent verbonden aan het Conservatorium van Amsterdam en het Koninklijk Conservatrium in Den Haag. Tot haar oud-leerlingen behoren onder meer Lidy Blijdorp, Alexander Warenberg, Anton Mecht Spronk, Amber Docters van Leeuwen, Gideon den Herder, Ella van Poucke, Kalle de Bie, Monique Heidema, Karel Bredenhorst en Annie Tangberg. 
De specialiteit van Monique Bartels is het opleiden van jong talent (circa 10-18 jaar) ze werkte daarin intensief samen met vioolpedagoog Coosje Wijzenbeek. Met haar gaf zij sinds 2000 jaarlijks les tijdens de internationale cursus in het Zwitserse Margess.
Monique Bartels studeerde zelf bij Jean-Louis Hardy en Jean Decroos in Tilburg en Amsterdam. Na haar afstuderen was ze vooral actief als kamermusicus. Ze speelde cello in onder meer Camerata Lysy in Gstaad, het Amphion Ensemble uit Antwerpen, het Parc Quartet, het Nederlands Strijksextet, het Doelenkwartet en het Trocadero Salon Ensemble. Ook was ze solocelliste van het Amsterdam Sinfonietta. Met deze en andere ensembles maakte ze diverse radio- en cd-opnames en concerten gegeven in binnen- en buitenland. Ze speelde met musici als Paul Badura-Skoda, Nobuko Imai, Philippe Hirschhorn, Leo van Doeselaar, Suzanne Mildonian en Wout Oosterkamp.
Het repertoire van Bartels strekt zich uit van de barok tot en met de hedendaagse muziek. Ze werkte mee met talloze wereldpremières. Een aantal componisten droegen hun werk speciaal aan haar op, onder deze stukken bevinden zich onder meer Äpparance pour violoncelle-solo van Ton de Leeuw en Peter-Jan Wagemans’ Worauf hoffen. Naast dit serieuze repertoire maakt Bartels al jaren deel uit van het Trocadero Ensemble dat salonmuziek ten gehore brengt. Trocadero bracht een tweetal cd’s uit die beiden zo goed verkochten dat ze goud haalden. In 2001 nam zij samen met pianiste Natasja Douma een cd op met nimmer vastgelegd werk van David Popper.

Samen met een aantal collega's stond zij aan de wieg van de cellobiënnale in Amsterdam.